# Three Men on a Horse
Three Men on a Horse is een Amerikaanse filmkomedie uit 1936 gebaseerd op het gelijknamige toneelstuk en onder regie van Mervyn LeRoy. De film werd destijds in Nederland uitgebracht onder de titel Drie gokkers.

## Verhaal
Erwin Trowbridge heeft veel geluk bij het wedden op paarden. Op café leert hij drie gokkers kennen, die hem opeisen vanwege zijn successen bij de paardenrennen. Ze houden hem zozeer onder de knoet dat Erwin niet meer terug kan keren naar zijn werk. Zijn werkgever ziet in dat hij onmisbaar is voor het bedrijf en beraamt een plan om hem terug te krijgen.

## Rolverdeling
| Acteur          | Personage         |
| --------------- | ----------------- |
| Frank McHugh    | Erwin Trowbridge  |
| Joan Blondell   | Mabel             |
| Guy Kibbee      | Carver            |
| Carol Hughes    | Audrey Trowbridge |
| Allen Jenkins   | Charlie           |
| Sam Levene      | Patsy             |
| Teddy Hart      | Frankie           |
| Edgar Kennedy   | Harry             |
| Paul Harvey     | Clarence Dobbins  |
| Eddie Anderson  | Moses             |
| Virginia Sale   | Kamermeisje       |
| Harry Davenport | Williams          |
| Ottola Nesmith  | Hoofdverpleegster |
| Eily Malyon     | Juffrouw Burns    |